# روبرتو گویژواتا
روبرتو گویژواتا (انگلیسی: Roberto Goizueta؛ زاده ۱۸ نوامبر ۱۹۳۱ درگذشته ۱۸ اکتبر ۱۹۹۷)اهل کوبا بود.